# 15 chansons d'avant le déluge, suite et fin...
Albums de Jacques Higelin et Brigitte Fontaine
12 chansons d'avant le déluge
(1971)
15 chansons d'avant le déluge… suite et fin est la seconde compilation de chansons de Jacques Higelin et Brigitte Fontaine, parue en 1976 aux éditions Jacques Canetti.
Les chansons chantées par Higelin sont signées Boris Vian ; il signe lui-même la musique de Je rêve. Elles sont parues à l'origine sur un E.P. (Canetti 27237) en janvier 1966 (Dans mon lit, L'âme slave, Je rêve, La Java des chaussettes à clou) et un LP 33 tours, celui-là partagé avec Marie-José Casanova (Canetti 48813) qui rajoute deux titres, (Huit jours en Italie, L'année à l'envers), vraisemblablement la même année.
Les chansons chantées par Brigitte Fontaine sont extraites de son album de 1965, Chansons décadentes et fantasmagoriques, la toute première parution reniée par la chanteuse.
Contrairement au premier album dont elle est la suite directe, il n'y a pas de chansons enregistrées en duo ; ces chansons n'ont été réunies que parce que les inédits de Jacques Higelin n'étaient pas assez nombreux pour remplir un album complet, et que les deux artistes avaient déjà publié un album commun.

## Chansons
| 1. | Dans mon lit         | Vian, Walter  |  |
| 2. | Quand tu n'es pas là | Fontaine      |  |
| 3. | Le Train             | Fontaine      |  |
| 4. | Je rêve              | Vian, Higelin |  |
| 5. | La Vache enragée     | Fontaine      |  |
| 6. | La Vie sur les bras  | Fontaine      |  |
| 7. | Huit jours en Italie | Vian          |  |

| 1. | La Côtelette                    | Fontaine     |  |
| 2. | La Java des chaussettes à clous | Vian, Walter |  |
| 3. | Hallucinante aventure           | Fontaine     |  |
| 4. | Le Sac                          | Fontaine     |  |
| 5. | L'Année à l'envers              | Vian, Walter |  |
| 6. | J'suis décadente                | Fontaine     |  |
| 7. | L'Âme slave                     | Vian, Walter |  |
| 8. | Le Mauvais coton                | Fontaine     |  |